# Bentinck

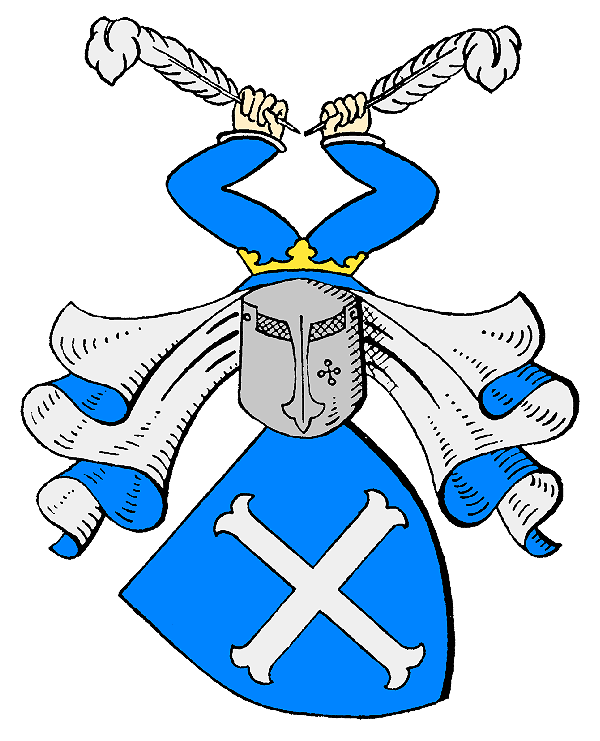
Wapen van het geslacht Bentinck

Bentinck is een van oorsprong Gelders geslacht en behoort tot de Nederlandse, Britse en voorheen ook tot de Duitse adel.

## Geschiedenis
De bewezen stamreeks begint met Johan Bentinck, knape, die vermeld wordt tussen 1343 en 1386 en zich vestigde bij Wapenveld in de gemeente Heerde op de Veluwe. In de zeventiende eeuw werd het geslacht Bentinck opgesplitst in een Nederlandse en een Engelse tak. In 1814 werden leden van dit geslacht benoemd in de Ridderschap van Overijssel waardoor zij en hun nakomelingen tot de adel van het koninkrijk gingen behoren; in 1819 werd bepaald dat voor alle leden van dit geslacht, met uitzondering van hen die tot de grafelijke tak behoorden, de titel van baron(es) werd erkend.
In 1845 werden de nakomelingen van het echtpaar Bentinck-van Reede-Ginkel opgenomen in de Duitse Hohe adel, met de titel van Erlaucht overgaand bij eerstgeboorte; in 1886 besloot koningin Victoria dat dezen in Groot-Brittannië de titel van Count mochten voeren. Drie van deze nakomelingen werden in 1920 en 1924 ingelijfd in de Nederlandse adel.
In 1839 trouwde Berend H.W.J. baron Bentinck (1781-1849) met een Britse en hun nakomelingen zijn sindsdien in Groot-Brittannië gevestigd; in 1911 werd bij besluit van koning George V bepaald dat het hoofd van de baronale takken, tevens hoofd van de Britse baronale tak, in Groot-Brittannië de titel van Baron mag voeren. Dit besluit werd door George V op 27 april 1932 herroepen, zodat thans de titel van baron voor de Bentincks in het Verenigd Koninkrijk officieel niet meer wordt erkend.

### Engelse tak
De Engelse tak werd gesticht door Hans Willem Bentinck, die de koning-stadhouder Willem III naar Engeland vergezelde. Hij werd in 1689 verheven tot graaf van Portland, zijn zoon Henry Bentinck in 1715 tot hertog van Portland. Henry's zoon William Bentinck, 2e hertog van Portland, nam na zijn huwelijk met Margaret, erfgename van Edward Cavendish-Harley, 2e graaf van Oxford en Mortimer, in 1801 de naam Cavendish-Bentinck aan. Uit deze tak kwamen diverse Britse politici voort.
De linie Cavendish-Bentinck stierf in 1990 in mannelijke lijn uit met Victor Frederick William Cavendish-Bentinck, 9e en laatste hertog van Portland. De titel graaf (niet hertog) van Portland viel hierop toe aan een verre neef, Henry Noel Bentinck. In 1997 is hij opgevolgd door zijn zoon, de acteur Timothy Bentinck, de 12e graaf van Portland. Deze heeft twee zoons: William Bentinck, viscount Woodstock (1984), en Jasper Bentinck (1988). De moeder van de Britse koninginmoeder Elizabeth Bowes-Lyon was Cecilia Nina Cavendish-Bentinck en daardoor behoort het geslacht Bentinck tot de genealogie van het Engelse koningshuis.

### Nederlandse grafelijke tak

De Nederlandse grafelijke tak stamt af van Hans Willems tweede zoon Willem Bentinck, Nederlands staatsman, die in 1732 tot rijksgraaf werd verheven. Door zijn huwelijk met Charlotte Sophie, erfdochter van graaf Anton II van Aldenburg, erfde hij diens bezit dat bestond uit onder andere de heerlijkheden Kniphausen en Varel. Zijn kleinzoon Carel Anton Ferdinand huwde in 1856 Mechtilde gravin van Waldeck-Pyrmont, erfdochter van Waldeck-Limpurg. Een andere kleinzoon van Willem, Willem Gustaaf Frederik graaf Bentinck, heer van Varel, Kniphausen, Rhoon en Pendrecht, trachtte op het Congres van Wenen (1814-1815) en het Congres van Aken (1818) vergeefs zijn soevereiniteit over de, nooit formeel gemediatiseerde, heerlijkheden Varel en Kniphausen erkend te zien. In 1825 ontving hij wel aanzienlijke rechten en privileges in deze gebieden.
Willem Gustaaf Frederik liet drie zoons na die hij bij een boerenmeisje had. Dit was de reden dat zijn broer John Charles hun opvolgingsrecht betwistte. Aan deze beruchte affaire, de Bentinckse successie, kwam pas in 1854 een einde toen Oldenburg de heerlijkheden kocht en de aankoopprijs van 2 miljoen taler in termijnen aan de rivaliserende partijen uitbetaalde.
De grafelijke tak is in 2015 uitgestorven, maar de oudere baronale tak floreert.
In de Dorpskerk van Ellecom, nabij kasteel Middachten, is een crypte aanwezig van de familie Bentinck.

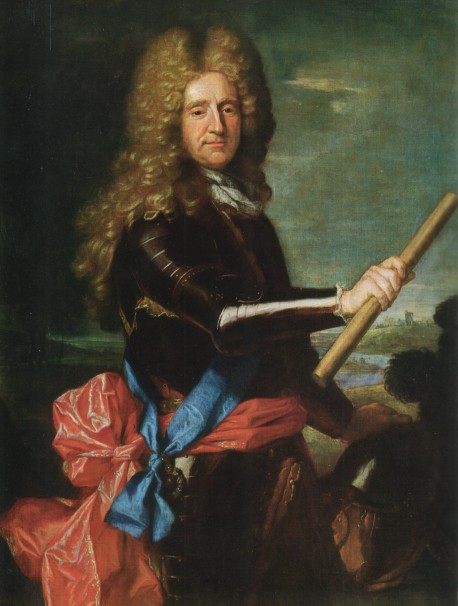
Hans Willem Bentinck

## Enkele telgen

### Engelse grafelijke tak (van 1715 tot 1966 hertogelijke tak)
- Hans Willem baron Bentinck (1649-1709), 1e graaf van Portland, medewerker en gunsteling van Willem III
- Henry Bentinck (1682-1726), 2e graaf van Portland en 1e hertog van Portland, parlementslid, koloniaal staatsman en patroon van de kunsten
- William Henry Cavendish-Bentinck (1738-1809), 3e hertog van Portland, achterkleinzoon van Hans Willem, premier van Engeland
- William Henry Cavendish-Scott-Bentinck (1768-1854), 4e hertog van Portland, zoon van voorgaande, Brits politicus
- William Cavendish-Bentinck (1774-1839), Lord William Bentinck, broer van voorgaande, Gouverneur-Generaal van India van 1828 tot 1835.
- William George Frederick Cavendish-Bentinck (1802-1848), Lord George, Brits politicus
- Timothy Charles Robert Noel Bentinck (1953), 12e graaf van Portland, Brits (stem)acteur, programmeur en auteur[1]

### Engelse baronale tak
Gary Ramsay baron Bentinck (1964), hoofd van de Britse baronale tak en chef de famille van het Nederlandse geslacht

### Nederlandse baronale tak
- Derk Bentinck tot Diepenheim (1741-1813), trouwde in 1780 met Elizabeth Sloet tot Warmelo (1761-1790); alle levende telgen uit het geslacht Bentinck komen voort uit dit huwelijk, met uitzondering van enkele telgen uit de Engelse grafelijke tak en de Nederlandse baronale tak Bevervoorde.
- Carel baron Bentinck (1751-1825), luitenant-generaal
- Berend Hendrik baron Bentinck tot Buckhorst (1753-1830), Nederlands politicus
- Adolf Carel baron Bentinck (van Nijenhuis) (1764-1837), Nederlands politicus
- Arnold Adolf baron Bentinck (van Nijenhuis) (1798-1868), Nederlands politicus
- Adolph Willem Carel baron Bentinck van Schoonheeten (1905-1970), ambassadeur; trouwde met Gabrielle baronesse Thyssen-Bornemisza (1915-1999), dochter van industrieel en kunstverzamelaar Heinrich Thyssen (1875-1947)
- Samuel Pieter Bentinck (1909-1998), burgemeester van Abcoude en Soest
- Johannes Adolf Bentinck (1916-2000), Engelandvaarder
- Willem Oswald baron Bentinck van Schoonheten (1940), ambassadeur
- Hendrik Volkier baron Bentinck van Schoonheten (1940), tweelingbroer van voorgaande, ambassadeur
- Udo Willem baron Bentinck (1940), Nederlands rechter
- Carel Johannes Steven baron Bentinck van Schoonheeten (1957); trouwde met mannequin Nora Picciotto (1942), gescheiden echtgenote van Adam Karol vorst Czartoryski (1940)

### Nederlandse grafelijke tak
- Willem graaf Bentinck (1704-1774), zoon van Hans Willem, Nederlands politicus. De schrijfster Hella Haasse heeft over zijn leven, maar vooral over het leven van zijn echtgenote Sophie, twee historische romans geschreven.
- Willem Gustaaf Frederik graaf Bentinck (1762-1835), Nederlands politicus
- Godard John Charles George graaf van Aldenburg Bentinck (1857-1940), kasteelheer van Kasteel Amerongen en in 1918-1919 gastheer van keizer Wilhelm II
- Isabelle Gräfin zu Ortenburg-gravin van Aldenburg Bentinck (1925-2013), bewoonster van Kasteel Middachten, kreeg voor haar werk voor het behoud van het kasteel in juni 2011 de Zilveren Anjer

### Duitse grafelijke tak
- Marie Amelie Mechteld Agnes Gräfin von Aldenburg Bentinck (1879-1975), oprichter van Stichting Twickel